# Моргари, Луиджи
Луиджи Моргари (итал. Luigi Morgari; 1857, Турин — 1935, Турин) — итальянский художник.

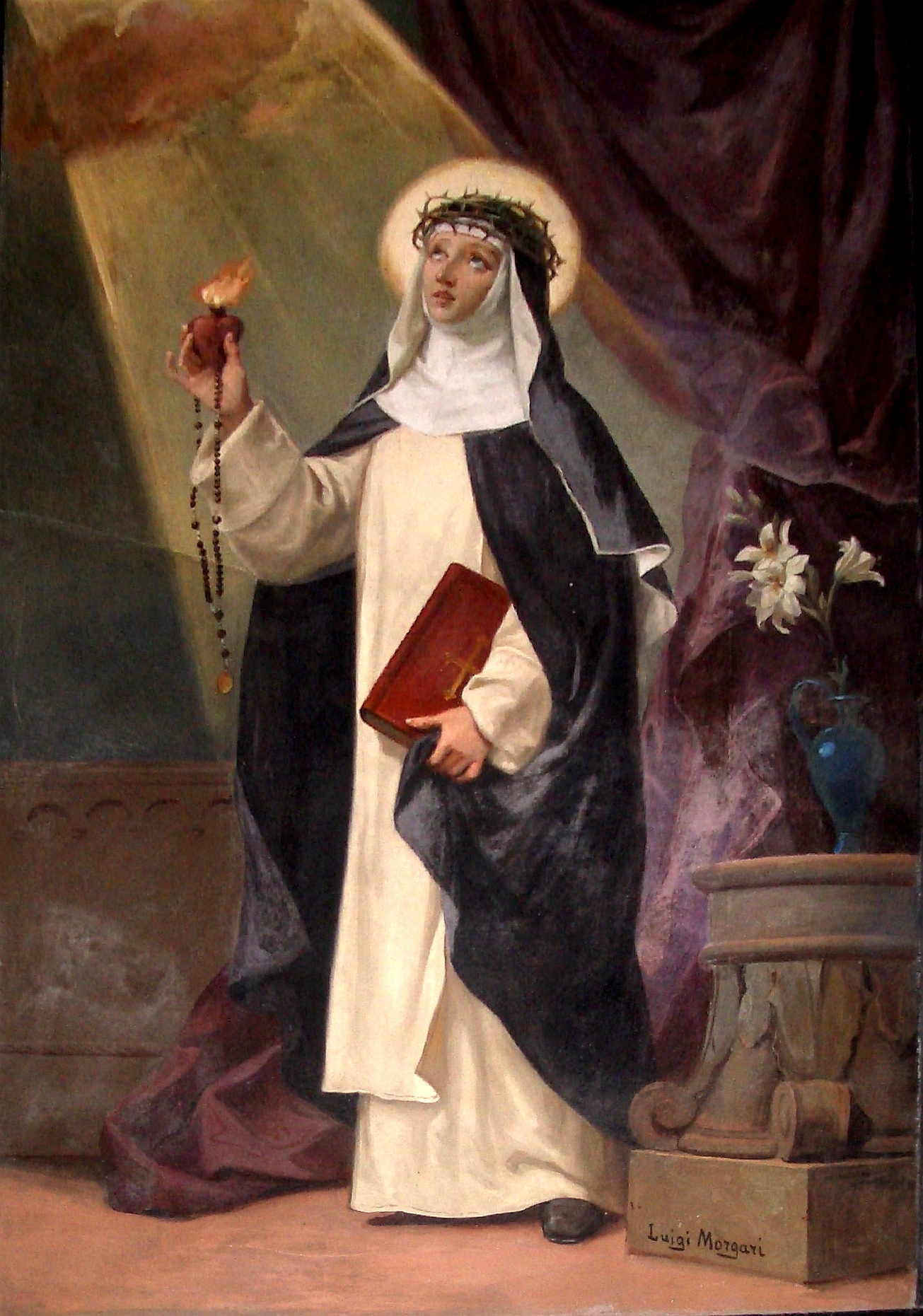
Роспись Моргари в церкви Святой Катерины Александрийской в городе Трино

Представитель художественной династии: сын Паоло Эмилио Моргари, брат портретистки Беатриче (Биче) Моргари (1858—1936), отец Эмилии Моргари-Ингарано (1882—1964), Паоло Эмилио Моргари-младшего (1883—1947) и Карло Моргари (1888—1970). Ещё один брат художника, Оддино Моргари, был известным социалистическим политиком.
Учился в Туринской академии изящных искусств (Академия Альбертина), в том числе у Энрико Гамба и Андреа Гастальди.
Известен, прежде всего, фресками в католических храмах Турина, Милана, Лекко и других городов Северной Италии, а также в католической церкви Святого Розария в Смирне. Для нескольких дворцов в Генуе изготовил росписи на мифологические темы. Написал также ряд портретов.